# Niederwil ZH
| ZH ist das Kürzel für den Kanton Zürich in der Schweiz. Es wird verwendet, um Verwechslungen mit anderen Einträgen des Namens Niederwil zu vermeiden. |

Niederwil ist ein Weiler im Zürcher Weinland und gehört zur politischen Gemeinde Andelfingen. Der nächstgelegene Weiler Oberwil gehört bereits zum Bezirk Winterthur, historisch gehören die Weiler jedoch zusammen, was sich auch am Namen zeigt: der niedrig (Niederwil) und oben (Oberwil) gelegene Weiler. 
Niederwil ist ein traditionell ländliches Dorf, in dem die Mehrheit der Bevölkerung aus dem Weiler selbst stammt. In den letzten Jahren entstanden aber mehrere Mehrfamilienhäuser oder neue Einfamilienhäuser, so dass auch Auswärtige Einzug hielten. 
Die Mehrheit der Bevölkerung gehört der reformierten Kirche an und ist Mitglied der Reformierten Kirchgemeinde Andelfingen. 
Bekannt ist der aus Niederwil stammende Klosterberger Wein, der direkt beim Produzenten bezogen werden kann.

## Geschichte
Durch Niederwil lief früher ein wichtiger Weg der Römer von Vitodurum (Winterthur) nach Schaffhausen. 1882 stiess man in Niederwil auf die Überreste römischer Gebäude, was zeigt, dass Niederwil, obwohl es immer eine sehr kleine Ortschaft blieb, bereits sehr lange besiedelt ist. 
Schriftlich erwähnt wird später vor allem der Weinberg, der lange im Besitz des Klosters Töss war.